# ラン・ファットボーイ・ラン 走れメタボ
『ラン・ファットボーイ・ラン 走れメタボ』（Run Fatboy Run）は、2007年のイギリス映画。日本では劇場未公開。

## ストーリー
メタボ気味で根性も無いダメ男のデニスが、別れた妻のリビーとよりを戻すためにマラソンに挑戦する。

## キャスト
- デニス：サイモン・ペッグ
- リビー：タンディ・ニュートン
- ウィット：ハンク・アザリア
- ゴードン：ディラン・モーラン
- ミスター・G：ハーリッシュ・パテル（英語版）